# 霍尔邦
霍尔邦（羅馬化：Kholbon）是俄罗斯外贝加尔边疆区的市级镇，属石勒喀区，位于石勒喀河左岸，在区行政中心石勒喀东北、边疆区首府赤塔东偏南方。
建于19世纪，时称霍尔邦-拜古尔（Холбон-Байгул）。该地2021年人口有2,279人；2010年人口2,611；2002年人口2,652；1989年人口3,377。